# Arias (plaats)
Arias is een plaats in het Argentijnse bestuurlijke gebied Marcos Juárez in de provincie Córdoba. De plaats telt 6.928 inwoners.